# سوفي بينيت
سوفي بينيت (بالإنجليزية: Sophie Bennett)‏ (و. 1989 – م) هي ممثلة، ومغنية، من كندا، ولدت في تورونتو.

## وصلات خارجية
- سوفي بينيت على موقع IMDb (الإنجليزية)
- سوفي بينيت على موقع قاعدة بيانات الفيلم (الإنجليزية)